# Томас Бельмонте
Томас Бельмонте (ісп. Tomás Belmonte, нар. 27 травня 1998, Ланус, Аргентина) — аргентинський футболіст, півзахисник мексиканського клубу «Толука».

## Ігрова кар'єра

### Клубна
Томас Бельмонте народився у місті Ланус і є вихованцем місцевого однойменного клуба. У січні 2018 року футболіст дебютував в основі «Лануса» у матчі чемпіонату Аргентини. За п'ять сезонів в команді Бельмонте зіграв понад 100 матчів. У 2020 році разом з командою дістався фіналу Південноамериканського кубку, де поступилися землякам з клубу «Дефенсія і Хустісія».
Влітку 2023 року Бельмонте перейшов до мексиканського клубу «Толука».

### Збірна
У 2017 році у складі молодіжної збірної Аргентини Томас Бельмонте брав участь у молодіжному чемпіонаті Південної Америки, а також у молодіжному чемпіонаті світу у Південній Кореї.
Також Бельмонте грав за олімпійську збірну Аргентини.

## Досягнення
Ланус
- Фіналіст Південноамериканського кубку: 2020